# Arvtagaren (roman)
Arvtagaren är den fjärde och sista boken i fantasykvartetten Arvtagaren, skriven av Christopher Paolini. 

## Handling
För inte så länge sedan var Eragon, drakryttaren, inget annat än en fattig bondpojke, och hans drake Saphira endast en blå sten I skogen. Nu vilar en hel civilisations öde på deras axlar.
Många månader av träning och slag har fört med sig både segrar och hopp, men också hjärtslitande förluster. Dessutom väntar fortfarande den svåraste utmaningen: de måste möta Galbatorix. Och när de gör det måste de vara starka nog att besegra honom. För om inte de kan, kan ingen. En andra chans existerar inte.
Ryttaren och hans drake har kommit längre än någon vågat hoppas. Men kan de övervinna den ondskefulla kungen och återinföra rättvisan I Alagaësia? Och till vilket pris?